# Clytrasoma celebensis
Clytrasoma celebensis es un coleóptero de la familia Chrysomelidae.
Fue descrita científicamente por primera vez en 1999 por Medvedev.